# Harry i Hendersonowie (serial telewizyjny)
Harry i Hendersonowie (ang. Harry and the Hendersons) – amerykański serial komediowy (sitcom) emitowany w latach 1991–1993, który powstał na podstawie filmu o tym samym tytule z 1987, którego bohaterem jest Wielka Stopa.

## Fabuła
Hendersonowie wracając samochodem z wakacji potrącają w lesie tajemnicze zwierzę przypominające goryla. George zgłasza wypadek policji, ale nie potrafi określić wyglądu zwierzęcia ani go nazwać. Tylko mały Ernie jest pewien, że to Wielka Stopa, o którym od pewnego czasu głośno w ich okolicy. Rodzina postanawia go przygarnąć.

## Obsada
- Kevin Peter Hall jako Harry (1991)
- Dawan Scott jako Harry (1991–1992)
- Brian Steele jako Harry (1992–1993)
- Bruce Davison jako George Henderson
- Molly Cheek jako Nancy Henderson
- Carol-Ann Plante jako Sara Henderson
- Zachary Bostrom jako Ernie Henderson
- Gigi Rice jako Samantha Glick (1991)
- Cassie Cole jako Tiffany Glick (1991)
- David Coburn jako Walter Potter (1991)
- Noah Blake jako Bret Douglas (1991–1993)
- Courtney Peldon jako Darcy Payne (1991–1992)
- Mark Dakota Robinson jako Hilton Woods Jr. (1992–1993)

W epizodach wystąpili m.in.: Pat Morita, Hilary Swank, Vincent Schiavelli.

## Spis odcinków
| N/o            | Polski tytuł                       | Angielski tytuł                   |
| -------------- | ---------------------------------- | --------------------------------- |
|                |                                    |                                   |
| SERIA PIERWSZA |                                    |                                   |
|                |                                    |                                   |
| 01             | Przybycie                          | The Arrival                       |
|                |                                    |                                   |
| 02             | Nazajutrz                          | The Day After                     |
|                |                                    |                                   |
| 03             | Luz                                | Cool                              |
|                |                                    |                                   |
| 04             | Harry wraca do lasu                | Whose Forest Is It Anyway?        |
|                |                                    |                                   |
| 05             | Harry wraca do domu                | Harry Goes Home                   |
|                |                                    |                                   |
| 06             | Rodzinny mecz                      | The Father-Son Game               |
|                |                                    |                                   |
| 07             | Polowanie na grubego zwierza       | Baggin' the Big One               |
|                |                                    |                                   |
| 08             | Specjalistka                       | The Mentor                        |
|                |                                    |                                   |
| 09             | Znachor                            | Roots, the Herb                   |
|                |                                    |                                   |
| 10             | Bohater                            | Harry the Hero                    |
|                |                                    |                                   |
| 11             | Bezdomny                           | Harry and the Homeless Man        |
|                |                                    |                                   |
| 12             | Goryl                              | The Bodyguard                     |
|                |                                    |                                   |
| 13             | Harry szaleje                      | Harry Goes Ape                    |
|                |                                    |                                   |
| 14             | Jasnowidz                          | Pet Psychic                       |
|                |                                    |                                   |
| 15             | Małpolud, który pożarł Seattle     | The Bigfoot That Ate Seattle      |
|                |                                    |                                   |
| 16             | Harry - zapaśnik w masce           | Harry and the Masked Wrestler     |
|                |                                    |                                   |
| 17             | Kiedy Harry poznał Sammy           | When Harry Met Sammy              |
|                |                                    |                                   |
| 18             | Harry i maskotki                   | Harry and the Cheerleaders        |
|                |                                    |                                   |
| SERIA DRUGA    |                                    |                                   |
|                |                                    |                                   |
| 19             | Okup za małpoluda                  | The Ransom of Bigfoot             |
|                |                                    |                                   |
| 20             | Sara śpiewa bluesa                 | Sarah Sings the Blues             |
|                |                                    |                                   |
| 21             | Wspominki                          | Retrospective                     |
|                |                                    |                                   |
| 22             | Leśny potwór                       | The Terror of the Trees           |
|                |                                    |                                   |
| 23             | Święto duchów                      | Halloween                         |
|                |                                    |                                   |
| 24             | Mama                               | Mom                               |
|                |                                    |                                   |
| 25             | Powrót brata                       | Brett Hits Home                   |
|                |                                    |                                   |
| 26             | Odrodzenie George’a                | George’s White Light              |
|                |                                    |                                   |
| 27             | Wszyscy do pracy                   | Working Stiffs                    |
|                |                                    |                                   |
| 28             | Maska miłości                      | Love Mask                         |
|                |                                    |                                   |
| 29             | Papuga                             | The Blue Parrot                   |
|                |                                    |                                   |
| 30             | Cena zwycięstwa                    | Winning                           |
|                |                                    |                                   |
| 31             | Złodziej w domu                    | Til Theft Do Us Part              |
|                |                                    |                                   |
| 32             | Geniusz                            | The Genius                        |
|                |                                    |                                   |
| 33             | Arka Harry’ego                     | Wild Things                       |
|                |                                    |                                   |
| 34             | Ojcostwo                           | Fatherhood                        |
|                |                                    |                                   |
| 35             | Kto się boi Harry’ego?             | Sara Spills the Bigfoot Beans     |
|                |                                    |                                   |
| 36             | Książę i szympans                  | Moonlighting                      |
|                |                                    |                                   |
| 37             | Zazdrość                           | The Green Eyed Bigfoot            |
|                |                                    |                                   |
| 38             | Ichtiolog                          | The Itchologist                   |
|                |                                    |                                   |
| 39             | Interesy                           | Selling Out                       |
|                |                                    |                                   |
| 40             | Dziewczynki boją się małpoludów    | The Girl Who Cried Bigfoot        |
|                |                                    |                                   |
| 41             | Plotkarz                           | The Busybody                      |
|                |                                    |                                   |
| 42             | Urodziny                           | I Got Your Birthday Right Here    |
|                |                                    |                                   |
| SERIA TRZECIA  |                                    |                                   |
|                |                                    |                                   |
| 43             | Richie                             | Yo Richie!                        |
|                |                                    |                                   |
| 44             | Kandydat                           | The Candidate                     |
|                |                                    |                                   |
| 45             | Małżeństwo z rozsądku              | The Bride and the Gloom           |
|                |                                    |                                   |
| 46             | Nowo narodzony                     | Born Again                        |
|                |                                    |                                   |
| 47             | Przyjaciel Harry’ego               | The Old Bigfoot                   |
|                |                                    |                                   |
| 48             | Wspomnienia                        | Retrospective Two                 |
|                |                                    |                                   |
| 49             | Harry wychodzi na wolność          | The Outing                        |
|                |                                    |                                   |
| 50             | Park Narodowy Harry’ego Hendersona | Harry Henderson National Treasure |
|                |                                    |                                   |
| 51             | Więzy krwi                         | Blood Is Thicker Than Karma       |
|                |                                    |                                   |
| 52             | Kariera                            | Pitch, Pitch, Pitch               |
|                |                                    |                                   |
| 53             | Maskotka Harry                     | Harry the Mascot                  |
|                |                                    |                                   |
| 54             | Ciotka Michelle                    | The Big Kiss Off                  |
|                |                                    |                                   |
| 55             | Francuz                            | The Frenchman                     |
|                |                                    |                                   |
| 56             | Operacja                           | Laid Up                           |
|                |                                    |                                   |
| 57             | Kto się boi Harry’ego?             | Harrywood Babylon                 |
|                |                                    |                                   |
| 58             | Porwanie Harry’ego cz. 1           | Witness (1)                       |
|                |                                    |                                   |
| 59             | Porwanie Harry’ego cz. 2           | Harry the Hostage (2)             |
|                |                                    |                                   |
| 60             | Eksterminator                      | Exterminator                      |
|                |                                    |                                   |
| 61             | Piękna i Bestia                    | Beauty and the Beast              |
|                |                                    |                                   |
| 62             | Brakujące ogniwo                   | Big Feet, Small Minds             |
|                |                                    |                                   |
| 63             | Truciciel                          | Surf's Down                       |
|                |                                    |                                   |
| 64             | Artystyczne zapędy                 | Follow Your Art                   |
|                |                                    |                                   |
| 65             | Jaskinia                           | Them Bones                        |
|                |                                    |                                   |
| 66             | Trzy wcielenia wujka Bretta        | The Three Facts of Brett          |
|                |                                    |                                   |
| 67             | Tajemnica Erniego                  | Ernie Confidential                |
|                |                                    |                                   |
| 68             | Dziedzictwo                        | Uncle Mack Comes Back             |
|                |                                    |                                   |
| 69             | Dylemat Bretta                     | Skin Deep                         |
|                |                                    |                                   |
| 70             | George pisarzem                    | Retrospective Three               |
|                |                                    |                                   |
| 71             | Długie pożegnania                  | The Long Goodbyes                 |
| 72             | Długie pożegnania                  | The Long Goodbyes                 |
|                |                                    |                                   |